# Acquario (museo vivente)

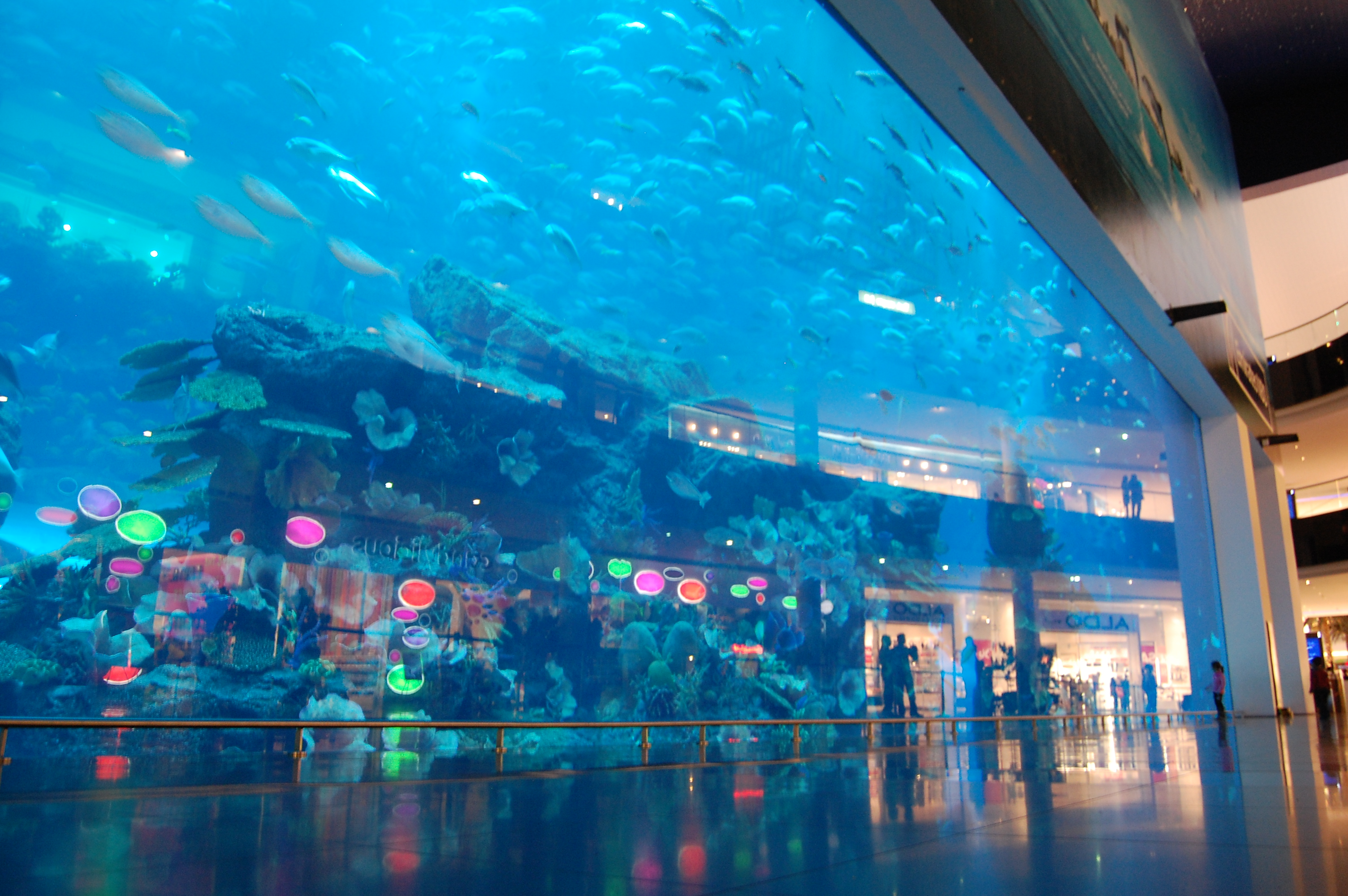
Dubai Mall Aquarium

Un acquario è, per sineddoche, quel luogo deputato alla conservazione e allo studio degli ambienti e delle forme di vita acquatiche, siano essi: pesci, invertebrati, anfibi, rettili, piante o uccelli.
Esso è sostanzialmente analogo ad uno zoo per le specie ittiche e rappresenta quindi un vero e proprio museo vivente.
Oltre agli importanti studi e ricerche effettuate da studenti e biologi, l'acquario è una grande attrattiva per i turisti e presenta ricostruzioni di ambienti naturali anche molto distanti dalla sua sede, molte volte con caratteristiche particolari, come i famosi "tunnel", ovvero passaggi di vetro all'interno di grandi vasche o grandi cilindri che ospitano meduse o altri animali.

## Le finalità di un acquario contemporaneo
La tecnologia e la maggior conoscenza degli organismi consentono oggi di discriminare le specie da ospitare in un acquario in relazione alle loro abitudini, caratteristiche e necessità. Alcuni acquari, privilegiano le specie territoriali, cercando di fornire loro spazi sufficienti al movimento, quelle che maggiormente si adattano alla cattività e che non hanno particolari necessità alimentari. È così possibile soddisfare il bisogno ancestrale di vedere animali vivi e nel contempo garantire agli animali condizioni di vita il più possibile vicine a quelle che ritroverebbero in natura.
Nel secolo XXI la funzione di un acquario pubblico è anche quella di fungere da intermediario tra scienza e grande pubblico, utilizzando un contesto particolarmente ricco di stimoli e suggestioni che, con adeguata progettazione didattica, permette di attrarre, sensibilizzare e informare.

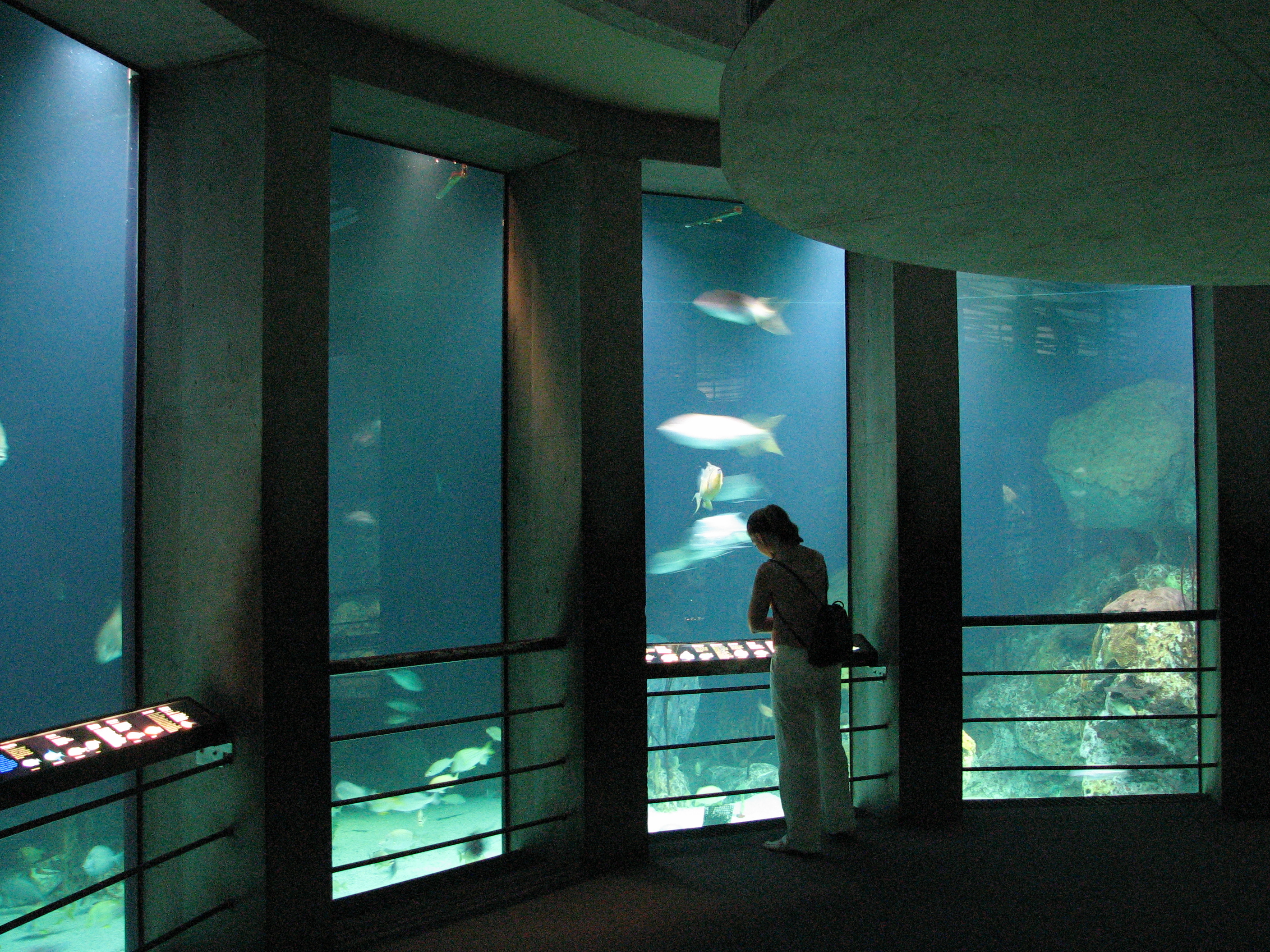
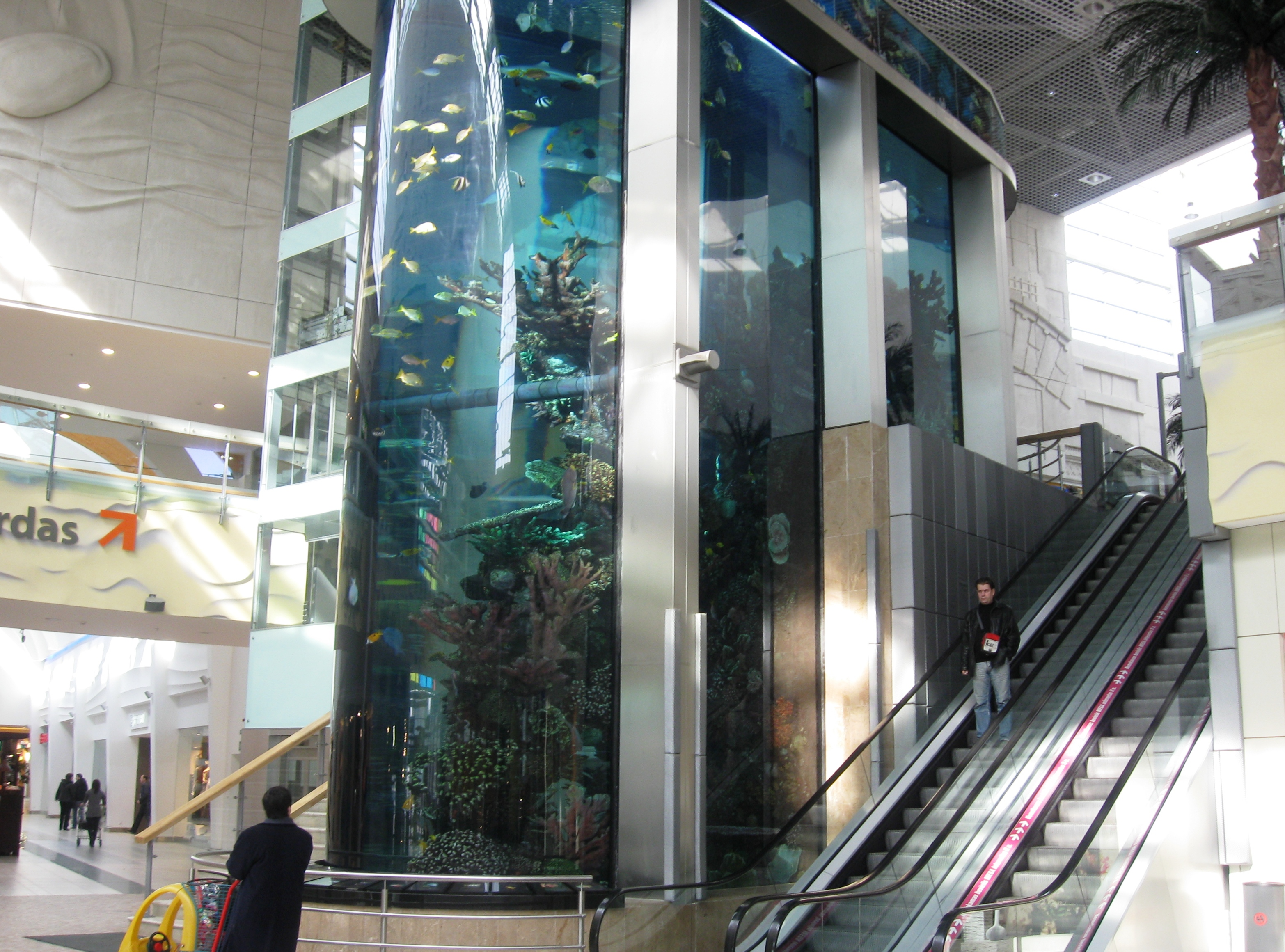
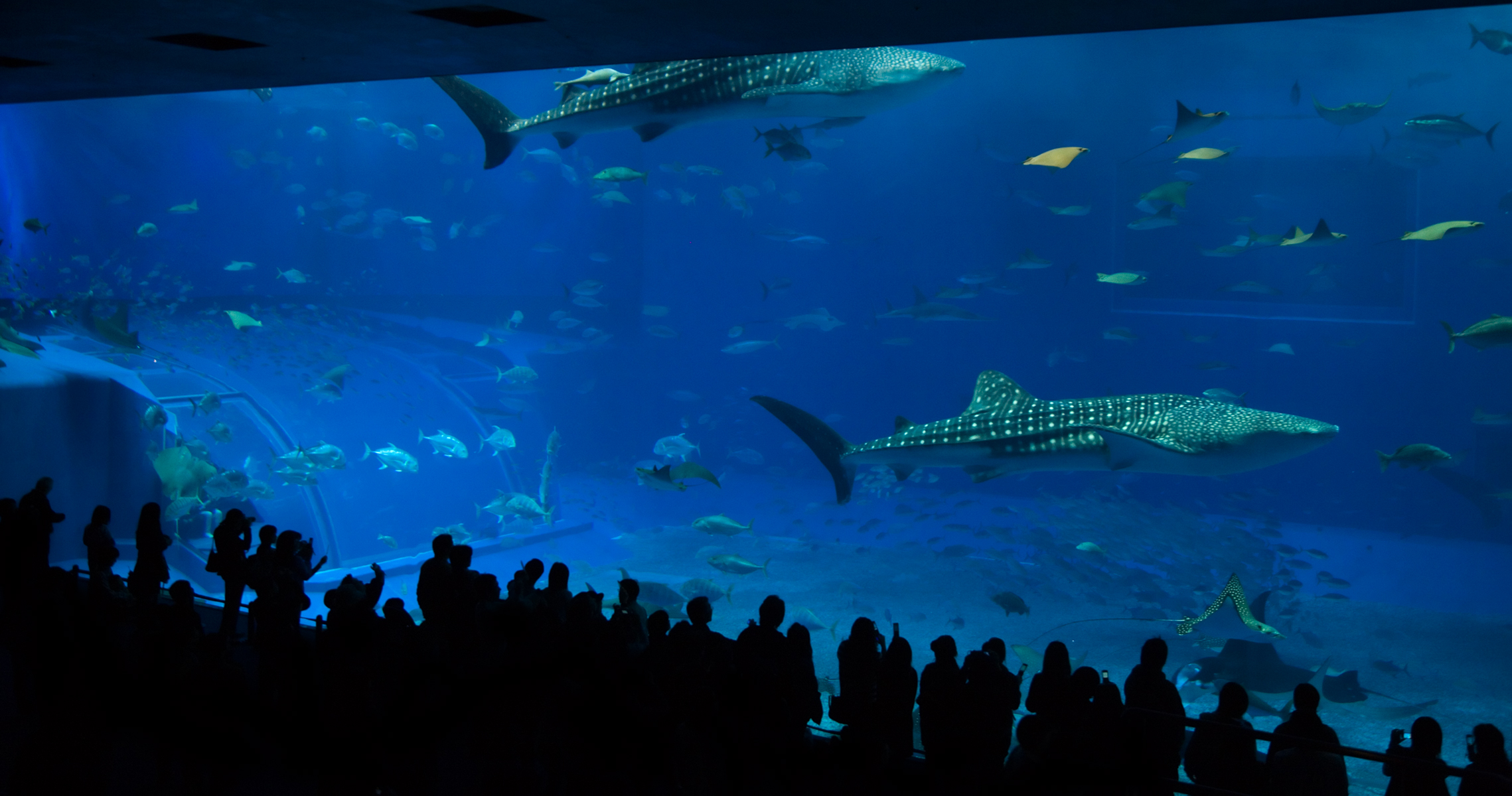
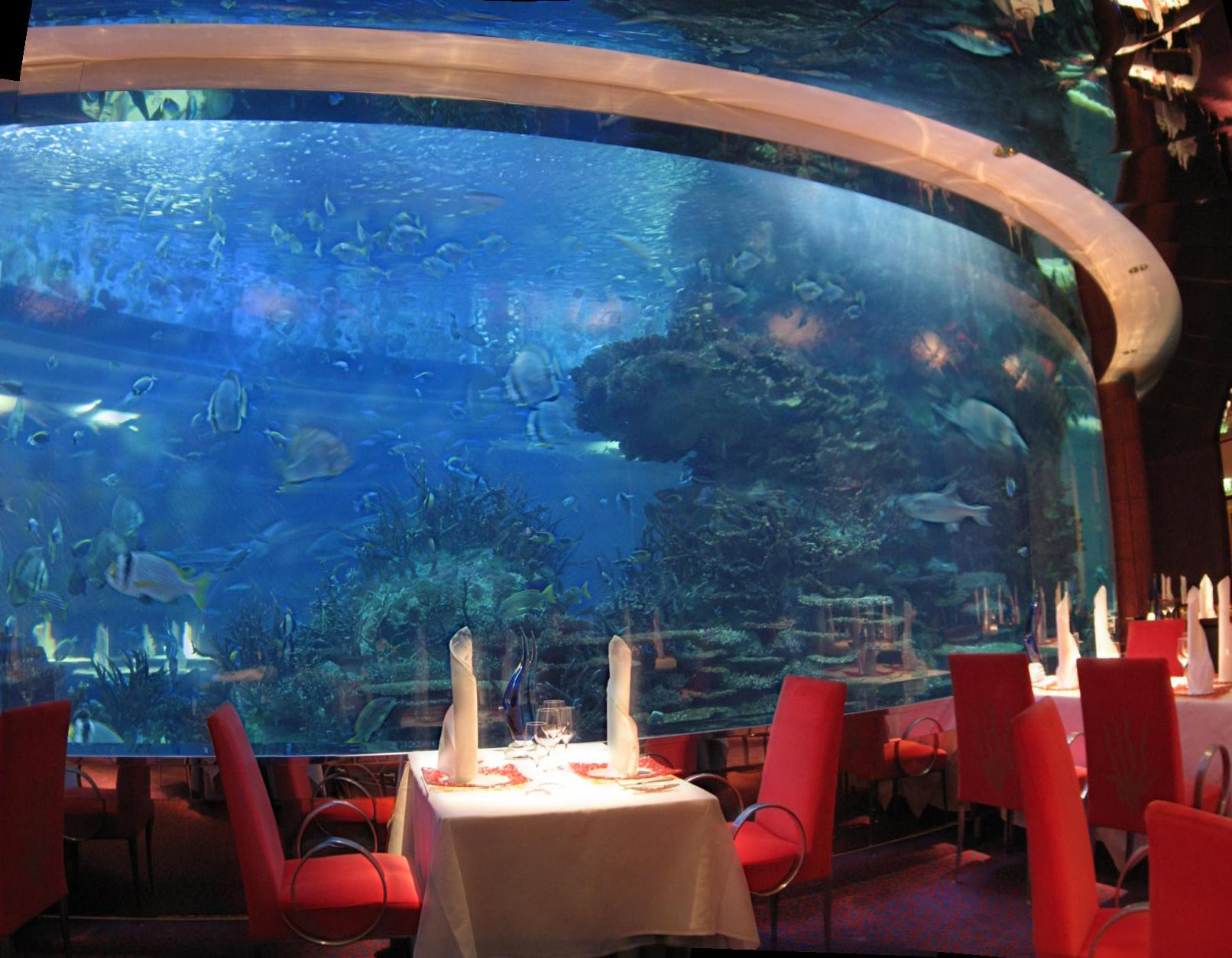
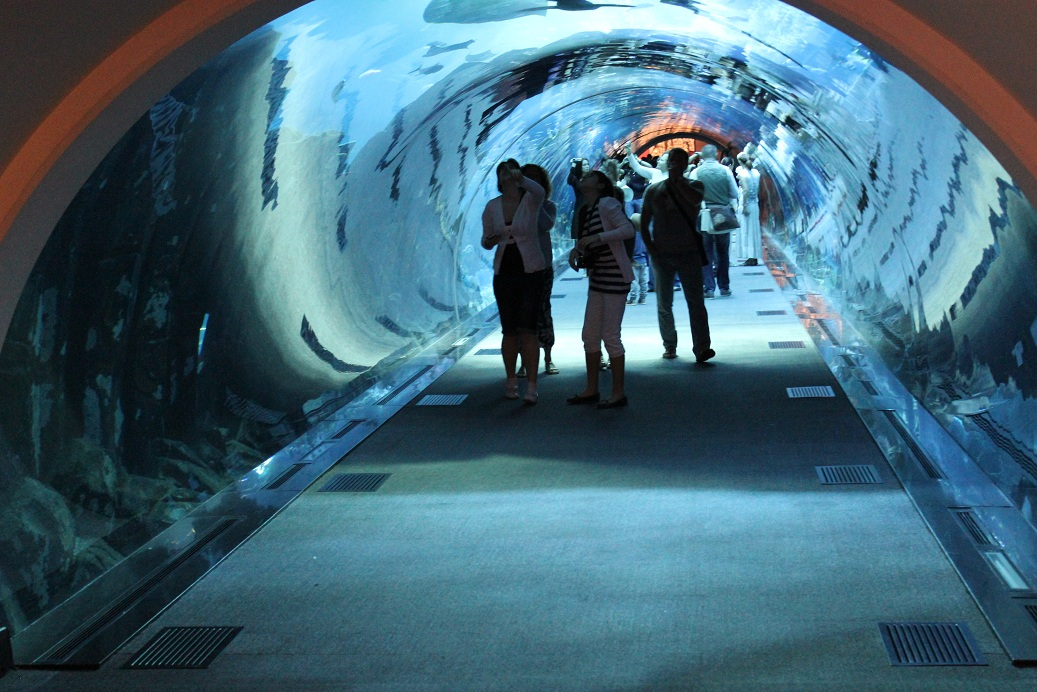

## In Italia
- Acquario di Genova - Genova. Il più grande acquario italiano, il più innovativo, il secondo d'Europa.
- Acquario di Napoli - Napoli. Il più antico d’Italia, sorto per volontà del celebre naturalista tedesco Anton Dohrn, sito nel Parco della Villa Comunale, aprì al pubblico il 12 gennaio 1874.
- Acquario di Cattolica - Cattolica, RN. L'acquario più grande dell'Adriatico, all'interno del parco Le Navi.
- Acquario civico di Milano - Milano. Oggetto di un radicale restauro, l'acquario meneghino è uno dei più antichi d'Italia (1906); ha sede in un edificio liberty del Parco Sempione.
- Aquarium di Alghero - Alghero, SS. Inaugurato nel 1985.
- Acquario di Cala Gonone - Cala Gonone, NU. Inaugurato nel 2010 conta più di 20 vasche espositive ed è l'acquario più grande della Sardegna.
- Civico acquario marino di Trieste - Trieste.
- Acquario di Livorno - Livorno. Il terzo acquario d'Italia per dimensioni, situato a margine della Terrazza Mascagni.
- Acquario mediterraneo della Costa d'Argento - Porto Santo Stefano, GR.
- Acquario dell'Elba - Campo nell'Elba, LI.

## In Europa

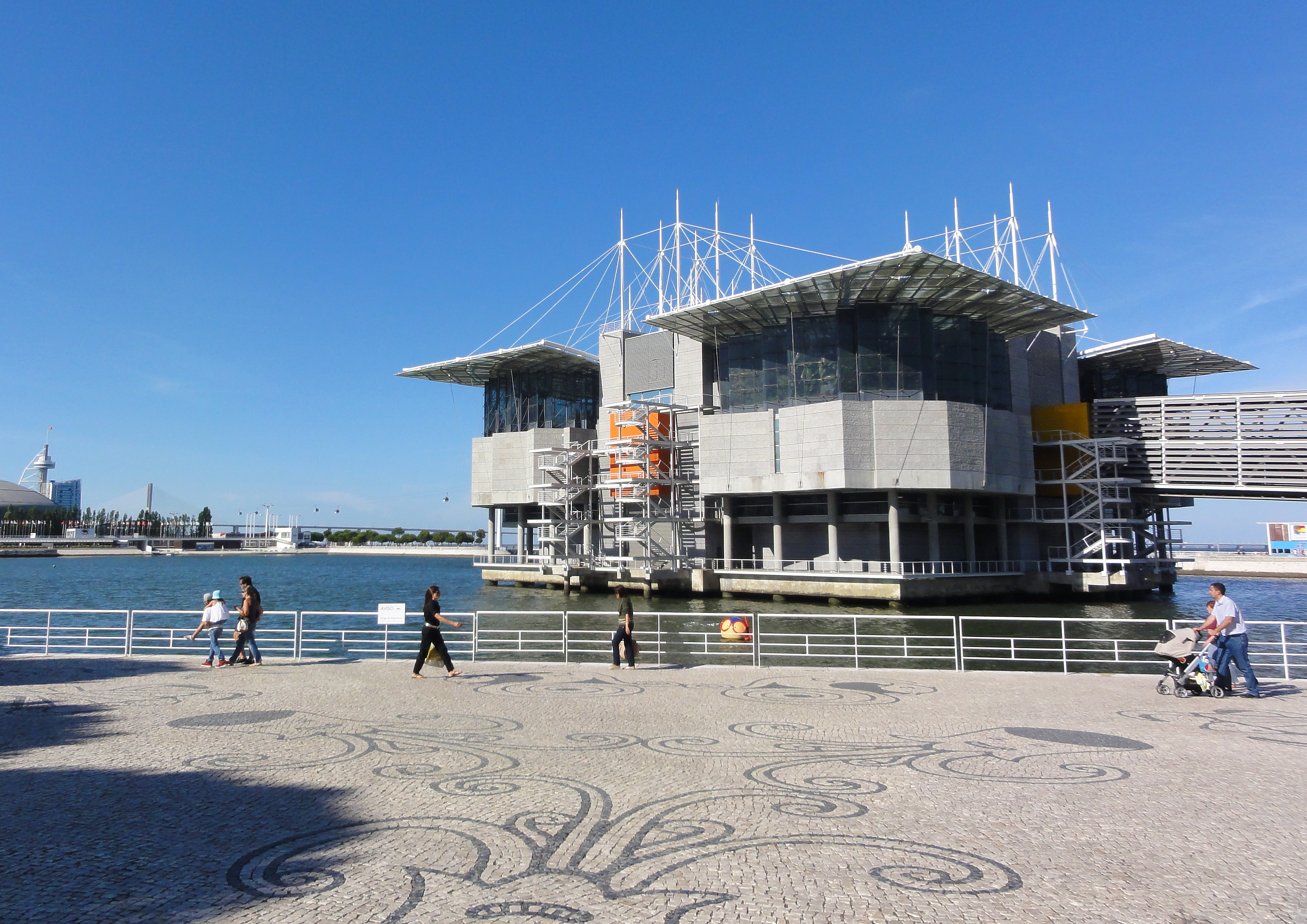
L'Oceanario di Lisbona

- Acquario di Valencia - Valencia, Spagna
- Aquarium-Palacio del Mar di Donostia - San Sebastián, Spagna
- AquaDom - Berlino, Germania. Un grande cilindro alto 14 metri pieno d'acqua simula l'ambiente pelagico, all'interno di un grande centro commerciale-culturale. Nello stesso ha sede un importante centro di ricerche di vita marina.
- Aquarium Barcellona - Barcellona, Spagna
- Danmarks Akvarium - Charlottenlund, Danimarca
- Sognefjord Akvarium - Balestrand, Norvegia
- Stazione idrobiologica - Acquario di Rodi - Isola di Rodi, Grecia
- Sea Life Porto - Porto, Portogallo
- Oceanario di Lisbona- Lisbona, Portogallo
- Aquario Vasco de Gama - Oeiras, Portogallo
- Burger Zoo Aquarium - Arnhem, Paesi Bassi
- Muzeum Oceanograficzne i Akwarium Morskie Morskiego Instytutu Rybackiego w Gdyni - Gdynia, Polonia
- Sea Life London Aquarium - Londra, Regno Unito
- Malta National Aquarium - Qawra, Malta
- Museo oceanografico di Monaco - Principato di Monaco
- Sea Life Helsinki - Helsinki, Finlandia

## Nel mondo
- America
  - Canada

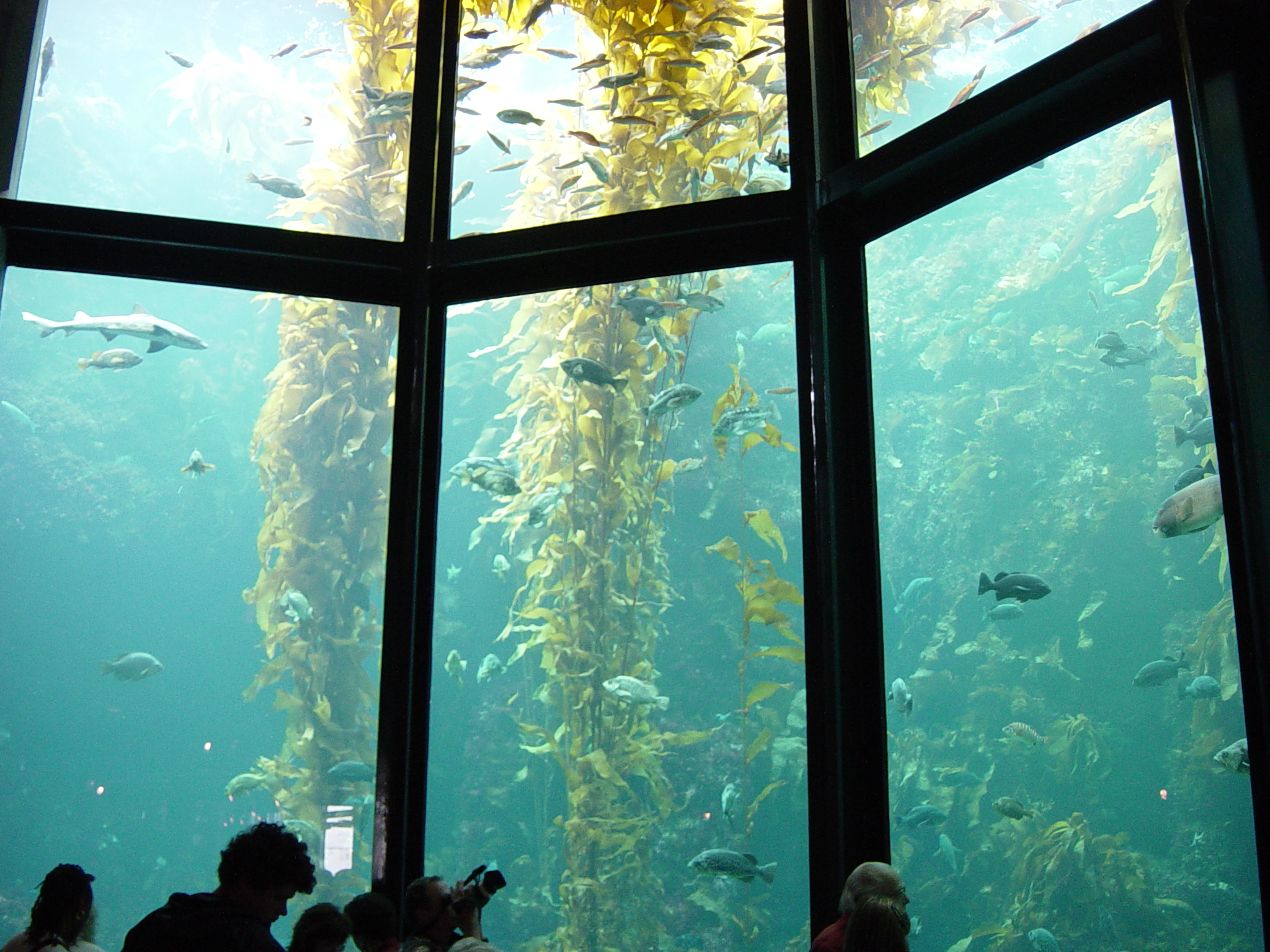
Una vasca che ricostruisce l'ambiente marino delle foreste di kelp, Monterey Bay Aquarium

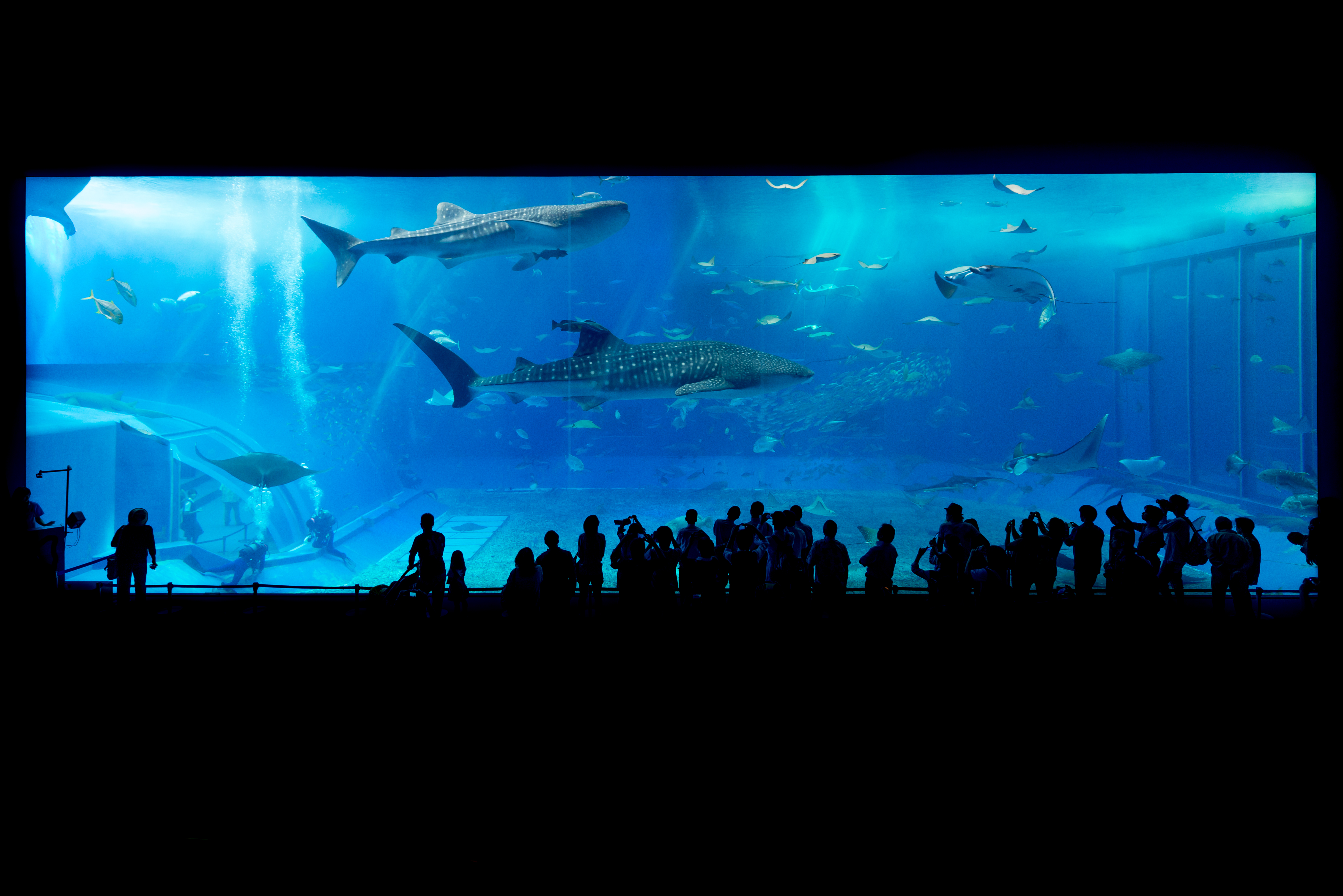
La vasca Kuroshio Sea da 7,5 milioni di litri dell'Acquario Churaumi, Giappone

    - Aquarium du Québec - Québec, Québec
    - Shippagan Aquarium and Marine Center - Shippagan, Nuovo Brunswick

  - Stati Uniti d'America
    - Acquario della Georgia - Atlanta, Georgia. Il più grande acquario del mondo.
    - Monterey Bay Aquarium - Monterey, California. Uno dei più grandi acquari del mondo: presenta ricostruzioni di foreste di kelp alte oltre 10 metri e di ambienti tipici del Parco Naturale Marino che lambisce la città di Monterey appunto.
    - Waikiki Aquarium - Honolulu, Hawaii. Fondato nel 1904, è l'acquario più prestigioso d'America, per i suoi studi e la bellezza delle sue vasche.
    - Aquarium of the Bay - San Francisco, California.
    - Key West Aquarium - Key West, Florida.
    - Shedd Aquarium - Chicago, Illinois. Fondato nel 1930, è stato il primo acquario ad avere una mostra permanente al coperto di pesci d'acqua salata.
- Asia
  - Giappone
    - Acquario Churaumi - Motobu. Il secondo acquario del mondo per dimensioni e capacità. Una vasca presenta una finestra di 22,5 x 8,2 metri, con uno spessore di 60 cm.
    - Osaka Aquarium Kaiyukan - Osaka. Tra i maggiori del mondo, ospita in una enorme vasca alcuni esemplari del pesce più grande esistente, lo squalo balena.
    - Sea Life Nagoya - Nagoya

  - Corea del Sud
  - Sea Life Busan Acquarium. L'acquario di Busan è stata costruito nel 2000. È il primo acquario della Corea.
  - Emirati Arabi Uniti
  - Dubai Mall Aquarium - Dubai
- Africa
  - uShaka Marine World - Durban, Sudafrica. Quinto acquario del mondo per dimensioni e il più grande del continente. Con le sue 32 vasche totalizza una capacità d'acqua di 17.500 metri cubi.
  - Alexandria Aquarium - Alessandria, Egitto
  - El Gouna Aquarium - El Gouna, Egitto
  - Hurghada Grand Aquarium - Hurghada, Egitto
  - Morocco Mall Aquarium - Casablanca, Marocco
  - National Marine Aquarium Of Namibia - Swakopmund, Namibia
  - Two oceans Aquarium - Città Del Capo, Sudafrica
- Oceania
  - Australia
    - Aquarium of Western Australia- Perth, Australia Occidentale
    - Sea Life Sydney - Sydney, Nuovo Galles del Sud
    - Great Barrier Reef Aquarium - Townsville, Queensland
    - Sea Life Sunshine Coast - Mooloolaba, Queensland
    - National Zoo & Aquarium - Canberra, Territorio della Capitale Australiana
    - Sea World - Gold Coast, Queensland
    - Sea LIfe Melbourne - Melbourne, Victoria

  - Nuova Zelanda
    - Kelly Tarlton's Sea Life Aquarium - Auckland